# Мафрський палац
Ма́фрський націо́нальний пала́ц (порт. Palácio Nacional de Mafra) — палац у Португалії, розташований у муніципалітеті Мафра, за 30 км від Лісабона. Збудований у 1717–1755 роках у бароковому стилі на замовлення португальського короля Жуана V за проєктом німецького архітектора Йоганна Фрідріха Людвіга.
Первісно комплекс був монастирем Ордену францисканців, у якому також розташовувалася королівська резиденція. Він мав одну з найкращих бібліотек у країні. Під час Піренейської війни був пограбований французами та англійцями.
У 1834 році, після розпуску релігійних орденів у Португалії, монастир повністю перетворили на королівський палац. Після повалення монархії та встановлення республіки він перейшов у державну власність.
З 1910 року має статус національної пам’ятки Португалії, нині діє як музей. Колишня монастирська базиліка використовується як парафіяльна церква Лісабонського патріархату. З 1849 року частину комплексу передано для потреб військових.
Це найбільша пам’ятка барокового мистецтва в Португалії та одна з наймасштабніших палацових споруд Західної Європи. Відомий також як Ма́фрський монасти́р.

## Назва
- Мафрський монастир і базиліка (порт. Convento e Basílica de Mafra)
- Мафрський національний палац (порт. Palácio Nacional de Mafra)
- Мафрський королівський дім (порт. Real Edifício de Mafra)

## Історія

### Розташування
Назва місцевості походить від арабської «аль махафра», долина, западина. Мафра розташована на відстані 30 км від столиці Португалії — Лісабону. Місце для свого нового палацу обрав тодішній король Жуан V поряд з монастирем  францисканців.

### Архітектор
Космополітичні погляди молодого монарха, що подорожував Європою, і відсутність вельми обдарованих архітекторів в самій Португалії обумовила запрошення на працю в столицю іноземного архітектора. Ним був Йоганн Фрідріх Людвіг, що працював в Римі.
За підтримки того ж чернечого ордену єзуїтів отримав запрошення в Лісабон від короля Жоана V, хоча не мав великої архітектурної практики і не створив в Римі жодної будівлі.

### Будівництво палацу-монастиря
За переказами, монарх дав обіцянку побудувати палац-монастир за зразком Ескоріала в Іспанії, якщо королева Марія Анна Австрійська народить дитину. Королева народила принцесу Барбару де Браганса, і будівельні роботи розпочалися у 1717 році.
Монарх постійно радився зі своїм послом у Римі та наказав привезти до Лісабона маленькі копії-моделі найкращих церковних споруд Риму. Балкон базиліки в Мафрі відтворював балкон собору Святого Петра у Ватикані.
За основу нової споруди обрали монастир францисканців у місцевості Мафра. Аскетичні настанови францисканців не враховували. За планом новий палац-монастир мав велику базиліку, келії на 300 ченців, монастирську бібліотеку, службові приміщення, залу капітулу, кілька внутрішніх дворів, окрім палацових зал.
Базиліка була освячена 22 жовтня 1730 року. Весь комплекс був завершений майже через десятиліття. Бібліотечні полиці збудували у 1771 році, а книги перевезли до цього приміщення у 1794 році. Автором проєкту будівлі був Жоау Фредеріку Лудовізе, швабський ювелір, архітектор і військовий інженер. Будівництвом керував головний інженер Куштодіу Вієйра.
Загальна площа комплексу становить приблизно чотири гектари. Разом із садом і заповідником Тапада загальна площа колишньої королівської власності становить близько 1 200 гектарів.

### Базиліка
Базиліка, натхненна великими церквами Рима, є величним храмом і найважливішим архітектурним творінням правління короля Жуана V. Саме з її будівництва почалася зміна мистецької парадигми в Португалії та поширення так званого «жоанінського бароко».
Палац і його базиліка символізують політичну заяву португальської монархії, утверджуючи її статус серед провідних європейських монархій та її тісний зв’язок зі Святим Престолом. Це стало способом підтвердити відновлення Португалії, її заморську імперську велич і абсолютну владу короля Жуана V, яку він вважав своєю природною та божественною правомочністю.
Королівська каплиця палацу Мафри отримала статус базиліки згідно з буллою папи Климента XI від 7 листопада 1716 року. Спочатку ця булла була призначена для каплиці Пашу-да-Рібейра, але вона надала цей статус усім королівським каплицям Португалії.
Закладення першого каменя Королівської базиліки Мафри відбулося 17 листопада 1717 року, а її освячення – 22 жовтня 1730 року, у 41-й день народження короля Жуана V. Базиліка була присвячена Діві Марії та святому Антонію.
Храм прикрашений однією з найбільших колекцій італійської скульптури за межами Італії. Вона налічує 58 статуй у повний зріст, три медальйони та велике розп’яття з ангелами в поклонінні. Більшість скульптур виготовлено в Римі та Флоренції з каррарського мармуру.
Спочатку для вівтарів і наддверних панно базиліки було створено кілька живописних полотен, проте більшість із них згодом були замінені високорельєфними кам’яними скульптурами.
З середини XVIII століття нові кам'яні вівтарі для базиліки почав створювати італійський скульптор Алессандро Джусти. Він заснував у Мафрі Школу скульптури, яка стала попередницею Королівської академії витончених мистецтв у Лісабоні та Імператорської академії мистецтв у Ріо-де-Жанейро.
Після ліквідації релігійних орденів у Португалії Королівська базиліка Мафри залишилася без богослужінь. У зв’язку з цим королева Марія II запропонувала використовувати її для розміщення парафії Святого Андрія в Мафрі, яка до того часу була канонічно закріплена за старою церквою Святого Андрія в історичній частині міста. 4 червня 1835 року відбулося канонічне перенесення парафії та її майна до Королівської базиліки Мафри. Водночас у коридорах новіціяту розмістилося Королівське та Високоповажне Братство Найсвятішого Таїнства Мафри.
Парафія Святого Андрія в Мафрі (Santo André de Mafra) та Королівське і Високоповажне Братство Найсвятішого Таїнства Мафри (порт. Real e Venerável Irmandade do Santíssimo Sacramento de Mafra) мають свою резиденцію в базиліці.

### Органи собору

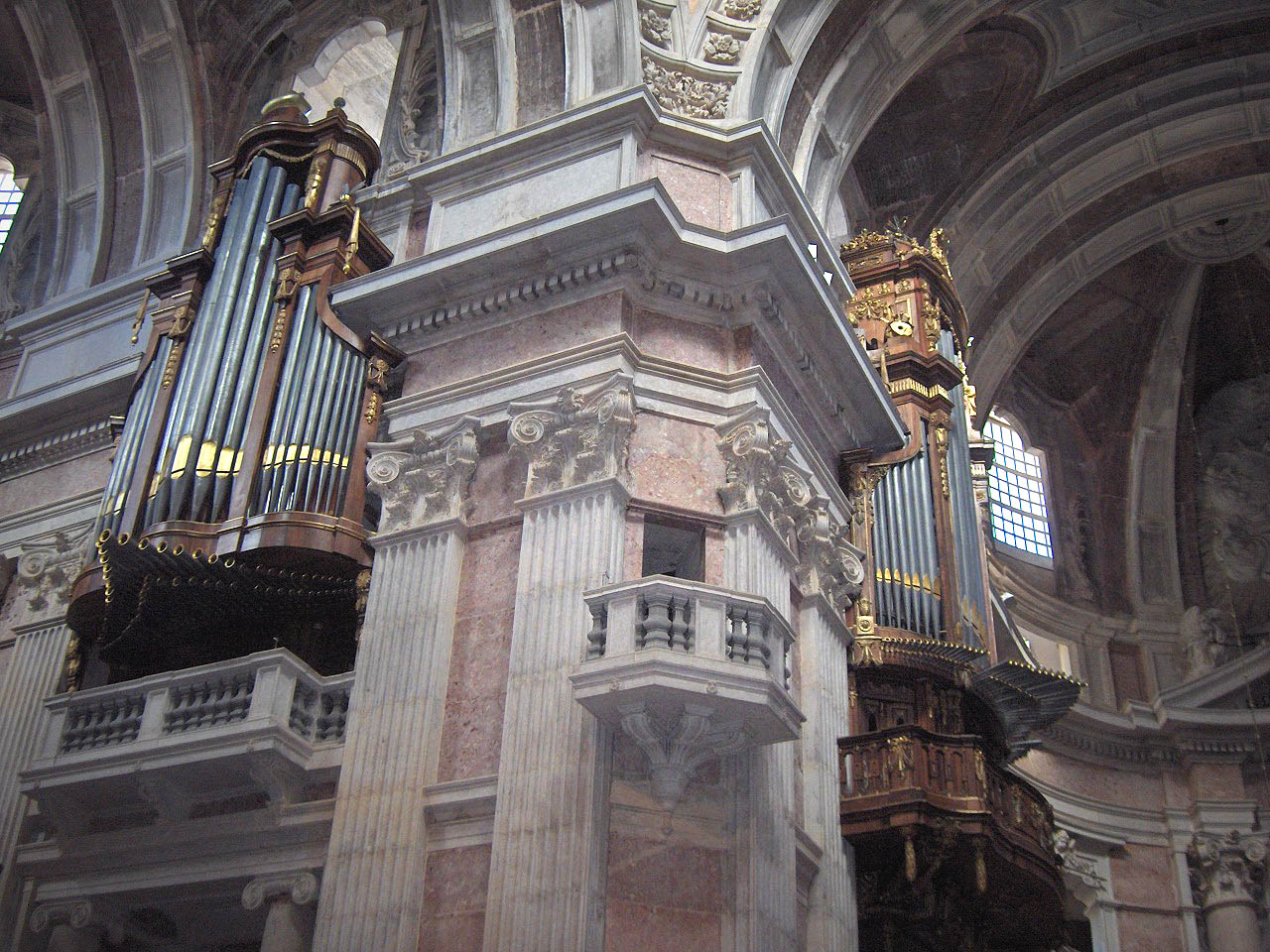
Два з шести органів базиліки

Базиліка має шість історичних органів – унікальний ансамбль у світі, оскільки їх було спроєктовано та збудовано таким чином, щоб вони могли грати одночасно.
Наприкінці XVIII століття під час правління принца Жуана було замовлено новий комплект із шести органів у португальських майстрів Антоніу Ксав'єра Машаду-і-Сервейри та Переса Фонтанеша. Вони були встановлені між 1792 і 1807 роками, замінивши оригінальні органи часів Жуана V.
У 1994 році цей музичний ансамбль пройшов реставрацію та отримав премію Europa Nostra.

### Монастирська бібліотека Мафра
Книжковий фонд дорівнює 35.000 томів від 14 до 19 століть, де є і рукописи, і інкунабули.
Бібліотека є найважливішою кімнатою в палацово-монастирському комплексі, як за розмірами, так і за своєю основною метою: стати центром знань з основних інтелектуальних предметів, популярних у культурі бароко. Вона конкурує з найкращими зразками монастирських бібліотек, перш за все з бібліотеками в Ескоріалі і монастирі Мельк в Австрії.
Коли будівля була "урочисто відкрито" з освяченням базиліки в 1730 році, це приміщення ще перебувало на стадії будівництва. Бібліотеку тимчасово розмістили в двох великих кімнатах на третьому поверсі монастиря на західній стороні. Хоча король Жуан V так і не побачив її завершеною, значна частина колекції була зібрана під час його правління завдяки послідовній політиці поповнення фондів.
Хоча це і Королівська бібліотека, яку використовували члени двору, вчені та релігійна громада, її встановлення здійснювалося під наглядом каноніків регулярних святого Августина. У 1771 році розпочалося будівництво полиць, спроектованих Мануелем Каэтано де Соузою (1738-1802), архітектором Королівського двору. Полиці були завершені між 1773 і 1776 роками. Починаючи з 1792 року, здійснювались остаточні роботи, а книги були перенесені, хоча полиці залишалися незавершеними, без золочення, мармурових вставок і медальйонів із бюстами письменників, які мали прикрашати їх відповідно до їх типології.
Бібліотека розташована на тому ж рівні, що й королівський палац, поруч з приватними апартаментами португальських принців і принцес. Вона знаходиться у великій хрестоподібній залі, займаючи площу 943 м² і має розміри 83,60 м в довжину і 9,24 м в ширину (яка на рівні центральних залів збільшується до 18,48 м). Висота приміщення становить 11,88 м до центру склепіння, а в середині є еліптичний купол, піднятий на 13 м над підлогою. У центрі купола знаходиться великий скульптурний медальйон із зображенням сонця з людським обличчям, алегорія знань і мудрості в контексті нового етапу Просвітництва.
Бібліотека зараз організована за системою брата Жоана де Сантани, який каталогує книги в 1809 році. Книги розташовані ієрархічно на полицях: на північній стороні – священні тексти, такі як Біблії, житія святих, релігійні твори, доктринальні тексти і канонічне право; на південній стороні – "світські" твори, включаючи точні науки, гуманітарні науки, вільні мистецтва, історію, географію та право; а також класичні твори, періодичні видання, словники та довідкові видання, які розміщені на "екваторі" бібліотеки, між цими двома "півкулями".
Загальний фонд становить близько 36 000 книг. Це включає як рідкісні та стародавні видання, так і більш сучасні праці. Колекція є однією з найбільших і найцінніших в Португалії, зокрема завдяки наявності інкуабул, книг періоду Відродження, а також колекцію заборонених книг Інквізицією, які зберігаються в бібліотеці Мафри за спеціальним папським дозволом через буллу Бенедикта XIV від 1745 року та мають особливу історичну та культурну цінність.

### Королівські апартаменти
Вони також розташовані на 2-му поверсі. Для короля була облаштована і Тронна зала. Частина приміщень (покої для почесної варти, зала богині Діани, Тронна зала) прикрашені фресками португальських майстрів.
Деякі представники королівської родини, набалувані затишними покоями в інших палацах, находили зали в Мафрі незручними чи неприємними. Але сюди охоче приїздили заради полювань в передмістях. Численні голови і черепи оленів тому свідоцтво. Навіть частина меблів і декору інтер'єрів зроблена з оброблених оленячих рогів.

### Розміри будівлі
Над створенням велетенського палацу головний архітектор працював не сам, а за підтримки численних помічників, серед яких Карлос Батіста Гарбо, Куштодіу Віейра, Мануел да Майя та його син Антоніо. Будівництво тривало 13 років і було завершене у 1730 році в загальних рисах. Щодня на будівництві працювали до 15 000 робітників з усіх куточків країни, а охорону об’єкта забезпечували 7 000 солдатів.
Остаточне оздоблення та створення інтер'єрів тривали до 1755 року, коли померли і король-замовник, і сам архітектор.
Головний фасад будівлі простягнувся на 220 метрів, а загальна кількість приміщень сягнула 1 200. Монастир мав дві дзвіниці висотою 68 метрів, зразком для яких стали проєкти архітектора Франческо Борроміні. Загалом на них встановили 92 дзвони.
Будівля має симетричне планування, центральна вісь проходить через монастирську базиліку та продовжується розкішними внутрішніми дворами. Домінантами архітектурної композиції є портик собору та дві велетенські дзвіниці.

## Галерея

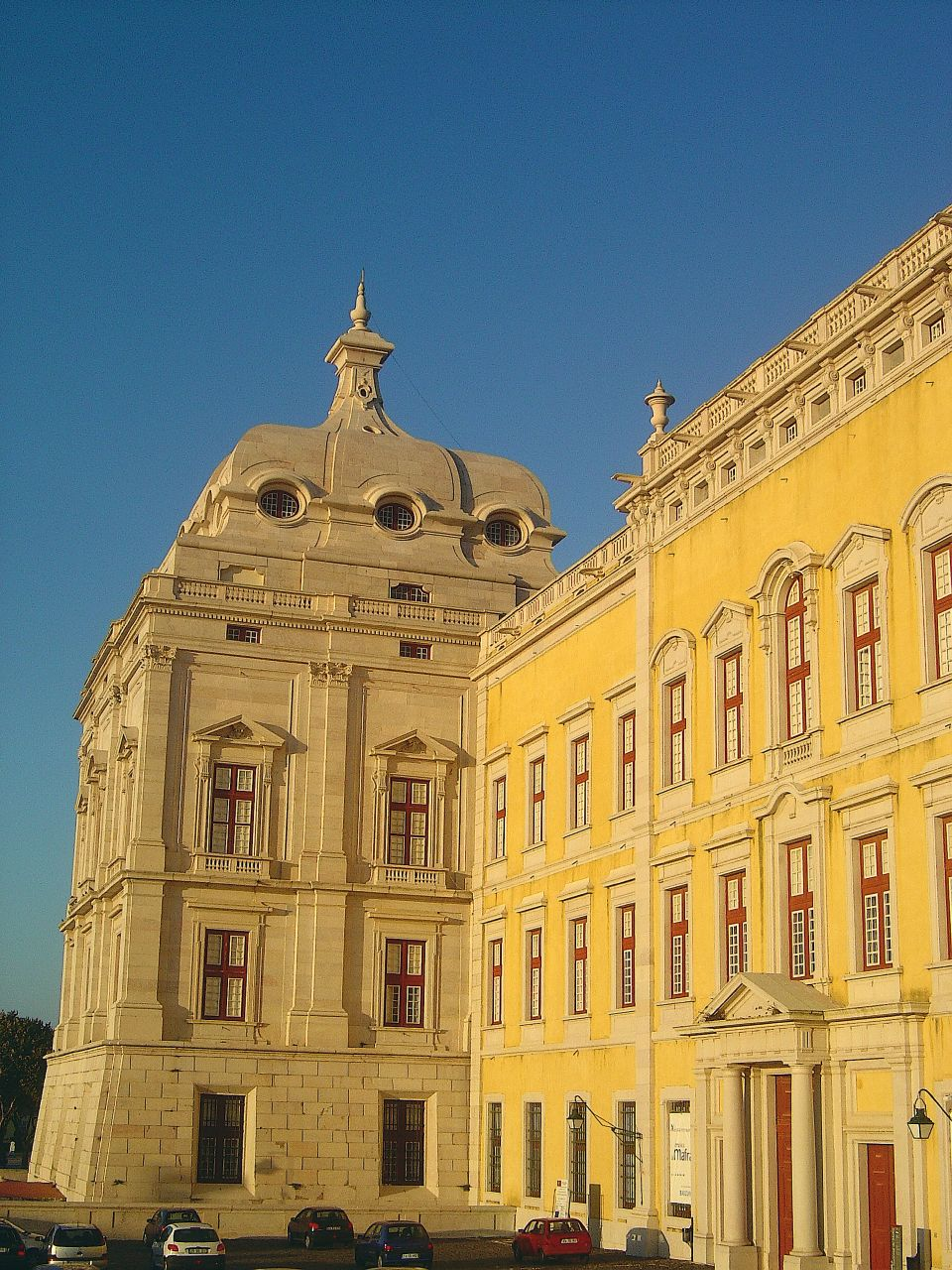
Бічний павільйон
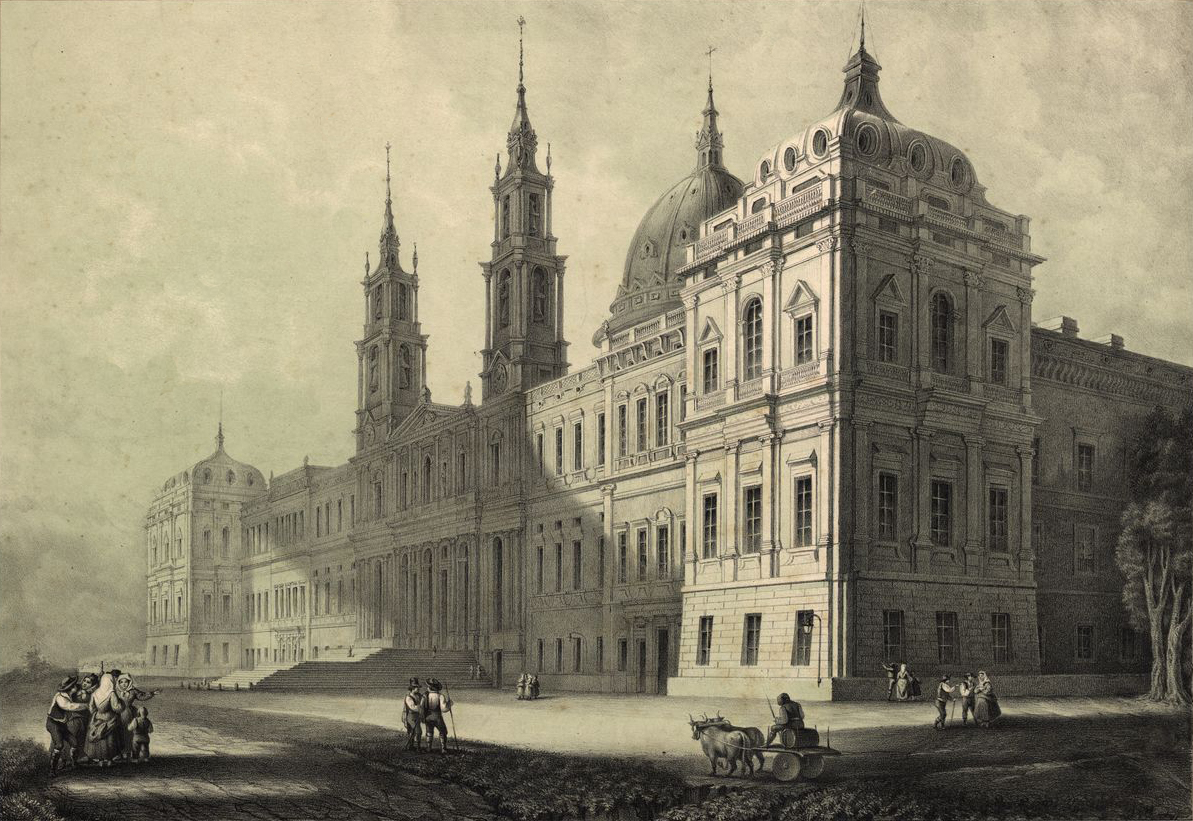
Палац (1853)
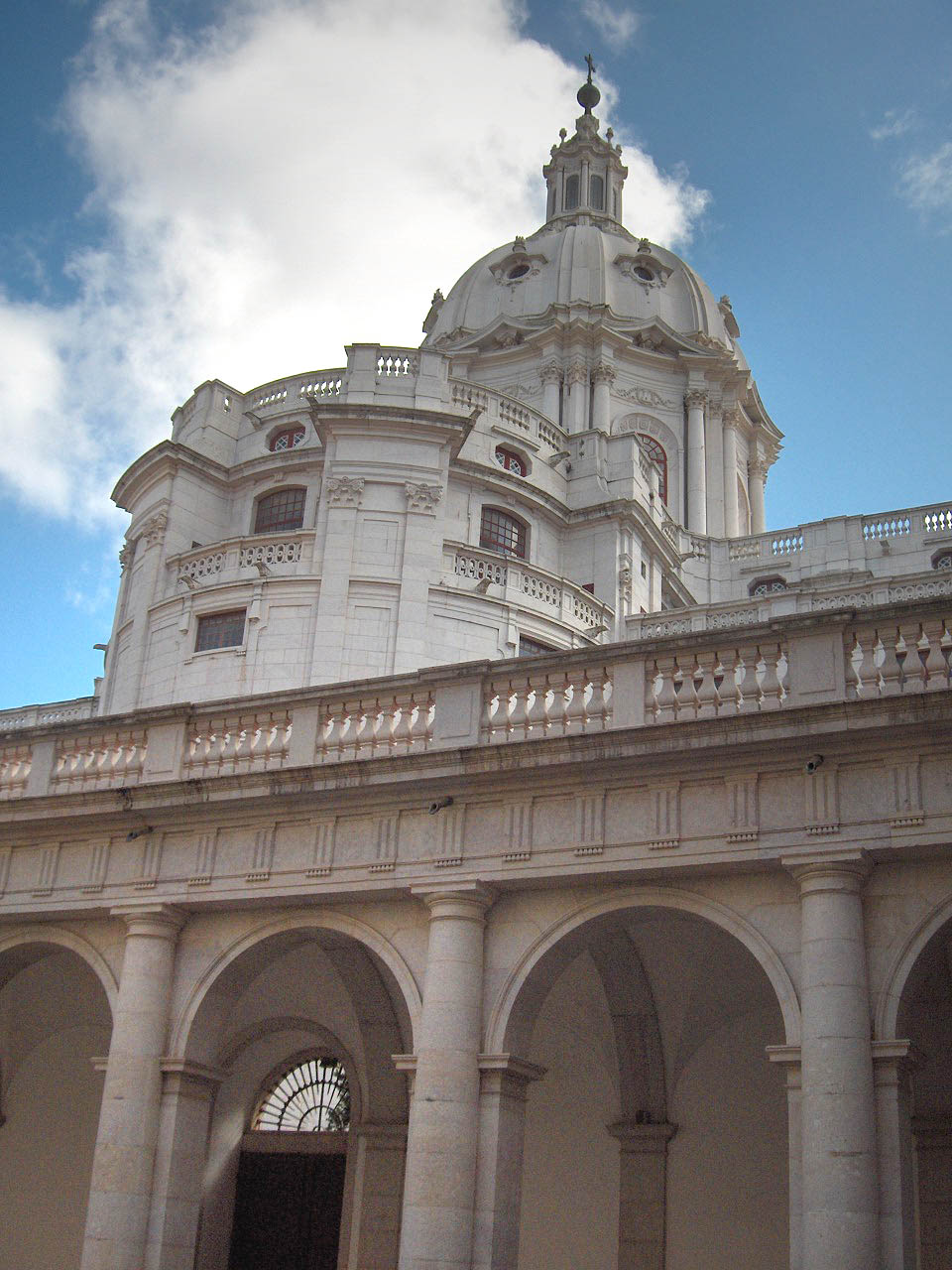
Внутрішній дворик і галерея
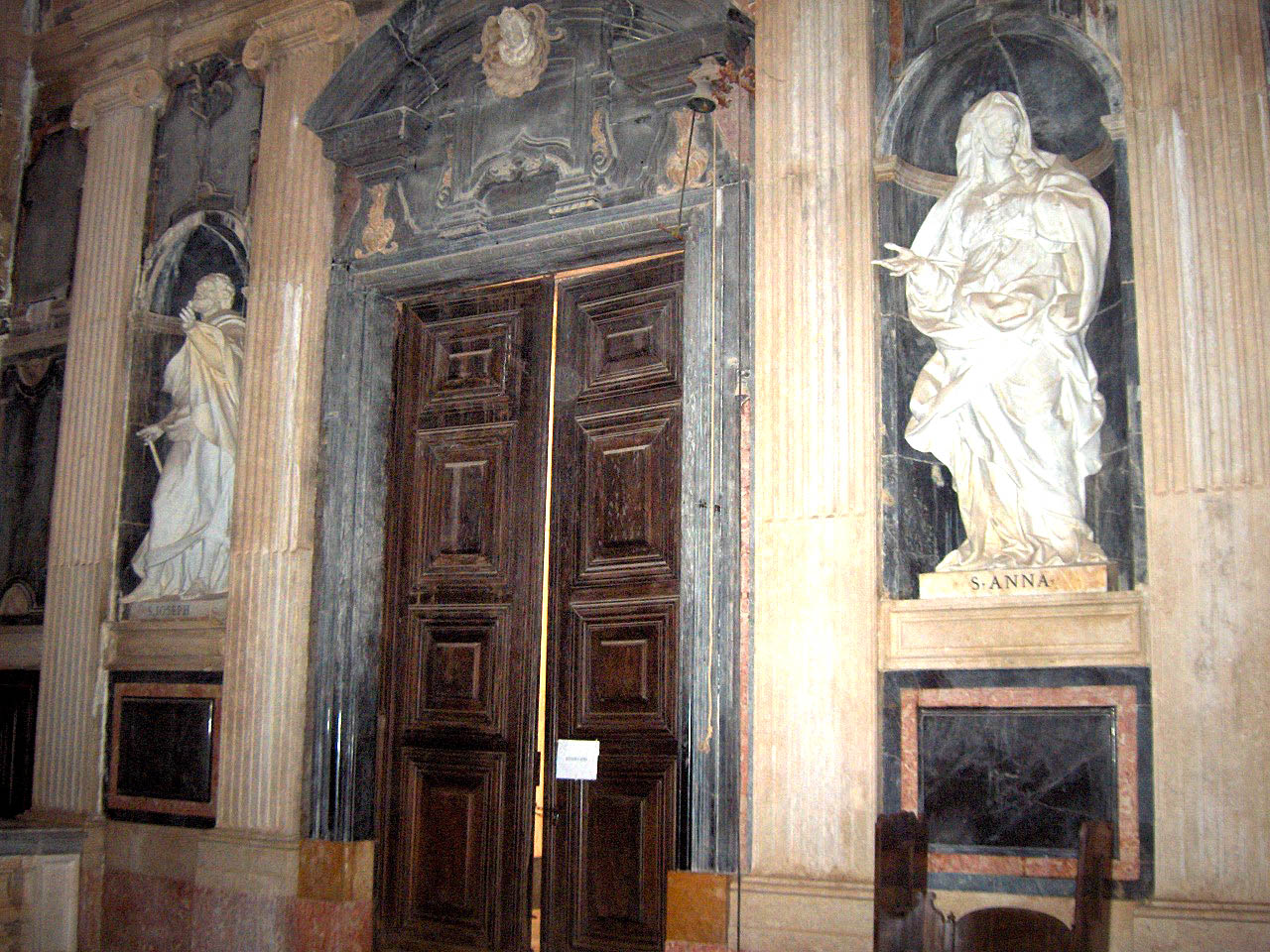
Дверний отвір і скульптури Св. Йосипа та Св. Ганни